# Aggrotech
Aggrotech – gatunek pokrewny muzyki electro-industrialnej oraz dark electro z ogromnym wpływem muzyki trance, hardcore techno i cięższych brzmień z okolic hard dance. Po raz pierwszy wyszedł na światło dzienne w połowie lat 90. XX wieku, znaczną popularność zyskując po 2000 r. Także nazwany "Hellektro, Harsh EBM/electro, Terror EBM" oraz jako dark electro, z którego wyewoluował i często bywa mylony. Jego brzmienie charakteryzują ostre muzyczne podkłady oparte na dźwięku typu supersaw i hoover, agresywne bity, psychotyczna atmosfera typową dla hardcore/rave i teksty odnoszące się do wojowniczej, pesymistycznej natury człowieka i różnych perwersji. Wokale są przerabiane by brzmiały wysoko, niewyraźnie i bezdźwięczne, często są bardzo zniekształcone. Muzycy często także używają atonalnych melodycznych podkładów. Poza wpływami trance na aggrotech oddziaływał także power noise, hardstyle, minimal techno oraz black metal, głównie w postaci wokalu oraz bardzo popularny na tej samej scenie futurepop.
W porównaniu do dark electro aggrotech charakteryzuje się prostszą strukturą przypominającą EBM (choć zdarzają się bardziej złożone dźwięki) bądź techno, surowszymi brzmieniami, obecnością dźwięków typu hoover, supersaw, rzadziej acid. Tempo jest także szybsze (140-150 BPM i wyżej). Wokale są bardziej zniekształcone, agresywne. Beaty są wyraźnie ostrzejsze i przesterowane (podobnie jak stopa), niekiedy w stylu power noise. Rzadsze jest także użycie samplingu (co było dość istotnym elementem dark electro) i nagrań z filmów, gier. Inną cechą charakterystyczną jest zapętlona, prosta melodia, "hymn" w tle (w dark electro zamiast tego występuje bardziej ambientalne tło lub muzyka z horrorów) zazwyczaj grany przez hoover. Także basy są częściej pochodną trance, hardcore, podczas gdy basy w dark electro czerpią z basów EBM-owych i new beat. Atmosfera jest bardziej taneczna, mniej filmowa, niosąca wysoki ładunek agresji. Pojawia się więcej zniekształceń, przesterów i atonalności. Produkcja jest bardziej czysta i nowoczesna.

## Termin
Pochodzenie terminu "aggrotech" jest nieznane, ale możliwe że zaczerpnięty został od klubu "Aggrotech" w San Francisco będącego tyglem industrialno-gotyckich brzmień albo trasy koncertowej zespołu Kevorkian Death Cycle z lat 90. we frankfurckim Technoclubie.

## Wczesny rozwój (1996-2005)
Gdy pod koniec lat 90. electro-industrial/dark electro znalazły się w kryzysie, znaczną popularność w klubach nocnych zdobył trance, w tym odmiana goa. Na scenie pojawiły się wówczas Velvet Acid Christ oraz Funker Vogt serwujące mieszankę klasycznego electro-industrialu z brzmieniami goa trance oraz innymi odmianami muzyki klubowej typu hard trance, hardcore, happy hardcore itd. Pod wpływem sukcesu nowych brzmień kapele takie jak Hocico, Grendel, X-Fusion i RetrosiC zaczęły tworzyć electro-industrial z melodiami i rytmiką charakterystycznymi dla goa, linią basową opartą na twardym brzmieniu trance'owym i obecnością dźwięków typu supersaw/hoover. Teatralna atmosfera dark electro została zachowana tylko częściowo w formie nawiązań do horrorów na rzecz mocno tanecznego charakteru i znacznie agresywniejszego klimatu. Część muzyki powstawała także pod wpływem kapel pochodzących ze sceny black metalowej jak Aslan Faction, Psyclon Nine, Dawn of Ashes. Główną wytwórnią w tym czasie został niemiecki NoiTekk, który wypromował nazwę harsh electro do opisu swojej muzyki.

## Rozkwit (2005-2010)
Wraz z rozwojem festiwali (w tym powstania Amphi Festival) gigantyczny sukces gatunku przyczynił się do boomu kapel aggrotechowych i dominacji na scenie electro-industrialnej. Największą popularność zdobyły Hocico, Suicide Commando, Combichrist, Amduscia, Agonoize, Aesthetic Perfection itd. odbywające regularne trasy koncertowe. W przeciwieństwie do bardziej psychodelicznego klimatu z lat wcześniejszych, późny aggrotech cechował się chłodniejszym charakterem na wzór dokonań Suicide Commando. Rozwinięto także elementy hard trance oraz hardstyle, w tym "hymny"i ogólną surową, piłową otoczkę muzyczną, co bardzo zbliżyło aggrotech do typowej muzyki klubowej w tamtym czasie. Sama struktura stawała się coraz bardziej technoidalna i minimalistyczna.

## Zmierzch (2010-2015)
Po wyczerpaniu formuły, w tym nasilającej się krytyce, niektóre zespoły dodały gitary, zbliżając muzykę do industrialnego rocka/metalu, tutaj Dawn of Ashes, Combichrist i Alien Vampires lub wprowadziły elementy futurepopu/electro-industrialu, otrzymując bardziej melancholijny i mniej agresywny dźwięk (CygnosiC, Wynardtage, SITD, ES23).
Około 2015 roku wiele kapel grających aggrotech rozwiązało się.

## Krytyka
Jako muzyce, stricte klubowej, aggrotechowi zarzucano komercjalizację i mało ambitne teksty. Krytykowano także dużą powtarzalność stylu i ogólny brak progresji na rzecz mocno tanecznego dźwięku. Szczególnie głośnym echem odbiła się afera podczas Kinetik Festival 2012, gdzie zespoły Nachtmahr i Combichrist oskarżono o szerzenie seksizmu, przemocy i rasizmu. W obronie swoich występów liderzy zespołów orzekli, że ich zachowania są częścią performance a nie ich samych jako ludzi.
- Ważniejsi artyści: Aesthetic Perfection, Aghast View, Bullet of Reason, Agonoize, Amduscia, Aslan Faction, Cenobita, Combichrist, Cruciform Injection, Dawn of Ashes, Die Sektor, Distorted Memory, Feindflug, Hocico, HyperHate, Funker Vogt, Grendel, Nachtmahr, Nurzery Rhymes, Psyclon Nine, Suicide Commando, Tactical Sekt, Tamtrum, Unter Null, Velvet Acid Christ, Vigilante, Virtual Embrace, Wumpscut, X-Fusion.
- Wytwórnie: NoiTekk (Niemcy) Out of Line Music (Niemcy), Infacted Records (Niemcy), Alfa Matrix (Belgia).